# Biološki cilj
Biološki cilj leka je biopolimerna struktura koja interakcijom s aktivnom molekulom proizvodi fiziološki efekat suzbijanja bolesti ili pomaže u dijagnozi specifične bolesti.
Lekovi svoj učinak ostvaruju na različite načine npr. delovanjem na prenos signala u ćelija, interakcijom s receptorima ili uticajem na biohemijsku ravnotežu.

## Mehanizam delovanja
Mehanizam delovanja zavisi od načinu vezivanja odgovarajuće aktivne materije za strukturu biološke mete.
Zavisno od prirodi interakcije veza može biti:
- Nekovalentna, poput vezivanje Van der Valsovim vezama, hidrofobnim interakcijama, dipol-dipol interakcijama
- Kovalentna reverzibilna, gde dolazi do revezibilnog vezivanja aktivne materije s metom
- Kovalentna ireverzibilna, pri čemu dolazi do trajnog formiranja kovalentne veze između aktivne materije i mete
- Jonska veza, gde dolazi do elektrostatičke interakcije između mete i aktivne materije

Međusobna interakcija aktivne materije i strukture mete može da proizvede aktivaciju, inhibiranje ili supresiju biološkog odgovora.
Prema mehanizmu delovanja aktivne materije mogu da budu:
- Agonisti: aktivne materije koje su slične prirodnom supstratu, te se mogu naticati za aktivno mesto mete pri čemu uzrokuju biološki odgovor. Razlikujemo potpune i delomične agoniste.
- Antagonisti: aktivne materije koje se vežu za metu međutim ne uzrokuju biološki odgovor

Takođe aktivne materije mogu delovati na metu:
- Kompetitivno: nadmeću se sa prirodnim supstratom. Uticaj je zavisan od koncentracije aktivne materije i prirodnog supstrata
- Nekonpetitivno: pri čemu aktivna materija ne nadmeće sa prirodnim supstratom za aktivno mesto. Aktivna materija se obično veže za alosterno mesto pri čemu dolazi do promene konformacije aktivnog mesta. Promena konformacije onemogućava vezivanje prirodnog supstrata za aktivno mesto.

## Vrste meta

### Proteinske mete
Proteini su veza između gena i bolesti, te su ključ za razumevanje bioloških procesa bolesti. Takođe oni grade ćeliju, omogućavaju ćelijsku komunikaciju, i učestvuju u kontroli izgradnje i smrti ćelije.
- Enzimi; najčešće su kinaze, proteaze, esteraze, fosfataze
- G protein spregnuti receptori su složene su građe i mogu biti aktivirani različitim ligandima. Izraženi su u gotovo svim tkivima. Učestvuju u prenosu signala i regulaciji različitih fizioloških procesa poput neurotransmisije, hemotakse, upala, ćelijskoj proliferaciji itd. Ovi proteini čine oko 40% meta.
- Jonski kanali modulisani potencijalom su izgrađeni od više proteinskih podjedinica te omogućavaju protok katjona ili anjona zavisno od naelektrisanja kanala. Otvaraju se i zatvaraju zavisno od elektrohemijskog gradijenta. Imaju važnu ulogu u prenosu signala, kontrakciji mišića, ćelijskoj sekreciji, aktivaciji enzima, genskoj transkripciji itd. Aktivne materije na ovu vrstu kanala mogu da deluju kao aktivatori ili inhibitori.
- Membranski transporteri mogu biti uniportni pri čemu transportiraju samo jedan supstrat. Sinportni pri čemu transportiraju dva supstrata ili jona zajedno u ili iz ćelije. Antiportni pri čemu se supstrat ili jon transportiraju u suprotnim smerovima. Oni sadrže aktivno mesto za vezivanje specifičnog supstrata, koje se može koristi kao meta za inhibiciju transporta ili modulaciju aktivnosti vezivanjem lažnog supstrata.
- Jonski kanali modulisani ligandom su vrsta jonskih kanala koji se otvaraju nakon vezanja odgovarajućeg liganda na ekstracelularno mesto pri čemu je molekul najčešće neurotransmiter. Vezivanje uzrokuje promenu konformacije kanala, njegovo otvaranje i prolaz jona. Primer kanala su nikotinski acetilkolinski receptori.
- Nuklearni hormonski receptori predstavljaju skup ligandom aktiviranih proteina (transkripcjskih faktora), koji se vezuju za specifičnu sekvencu DNK i aktiviraju ili inhibiraju transkripciju u ćelijkom jedru. Izgrađeni su od nekoliko domena s odgovarajućim funkcijama. Primjeri receptora su steroidni hormonski receptori i retinoidni/tiroidni receptori
- Strukturni proteini, koji ne predstavljaju čestu metu osim tubulina koji se polimerizuje i formira mikrotubule koji učestvuju u raznim ćelijskim procesima. Primer aktivnih materija koje deluju na ove mete su lekovi vinkristin i vinblastin koji se koriste u terapiji tumora.

### Nukleinske kiseline kao mete
Aktivne materije za nukleinskim kiseline mogu da deluju kao interkalatori koji se ugrađuju u DNK između dve baze, ometajući transkipciju što dovodi do blokiranje sinteze proteina.
Mogu da deluju kao alkilirajući agensi koji narušavaju funkciju DNK. 
Kao rezači DNK lanca.

### Lipidi
Primer delovanja na lipide kao mete su opšti anestetici, koji utiču na fluidnost ćelijske membrane membrane.

## Literatura
- Shailza Singh, Balwant Kumar Malik, and Durlabh Kumar Sharma:Molecular drug targets and structure based drug design: A holistic approach; Bioinformation, 2006; 1(8): 314–320.
- Peter Imming, Christian Sinning and Achim Meyer : Drugs, their targets and the nature and number of drug targets; Nature Reviews Drug Discovery 5, 2006; 821-834